# 白喉斑秧鸡
白喉斑秧鸡（学名：Rallina eurizonoides）又名大秧雞、白喉斑秧雞、灰腳斑秧雞，为秧鸡科斑秧鸡属的鸟类，分布於東洋界的低海拔林緣草叢、河岸或農田。

## 描述
灰腳秧雞約25厘米長。牠們的身體從側面壓扁，便於在灌木叢中穿行。牠們有長趾和短尾巴。顏色包括棕色的背部、栗色的頭部和胸部，以及強烈的黑白條紋分佈於側面、腹部和尾下。喉部為白色，喙呈黃色，腿部為綠色。兩性相似；幼鳥上下均為深棕色，但有腹部條紋和白色喉部。

## 亚种
- 巴丹亚种（学名：Rallina eurizonoides alvarezi）：分布於巴丹群島。
- 海南亚种（学名：Rallina eurizonoides amauroptera）：分布於巴基斯坦西北部、印度、斯里蘭卡，以及中國廣西、海南島、香港等地[4]。
- 指名亚种（学名：Rallina eurizonoides eurizonoides）：分布於菲律賓。
- 臺灣亚种（学名：Rallina eurizonoides formosana，舊稱臺灣大秧雞）：臺灣本島不普遍留鳥，另在蘭嶼[5]、花嶼[3]、金門與東沙島亦有紀錄[6]。
- 蘇拉亚种（学名：Rallina eurizonoides minahasa）：分布於婆羅洲北部、蘇拉威西與鄰近島嶼，以及蘇拉群島。
- 琉球亚种（学名：Rallina eurizonoides sepiaria）：分布於日本沖繩群島與八重山群島。
- 東南亚种（学名：Rallina eurizonoides telmatophila）：分布於中國廣西及雲南、緬甸、泰國北部，以及越南中部。度冬區南抵泰國南部、蘇門答臘，以及爪哇島西部。

## 分佈與棲地
牠們的繁殖棲地是南亞洲茂密森林中的沼澤及類似的濕地，範圍從印度、巴基斯坦和斯里蘭卡向東延伸至菲律賓和印尼。大部分秧雞在其範圍內為定居鳥，但部分北方族群在冬季會遷徙至更南方的地區。

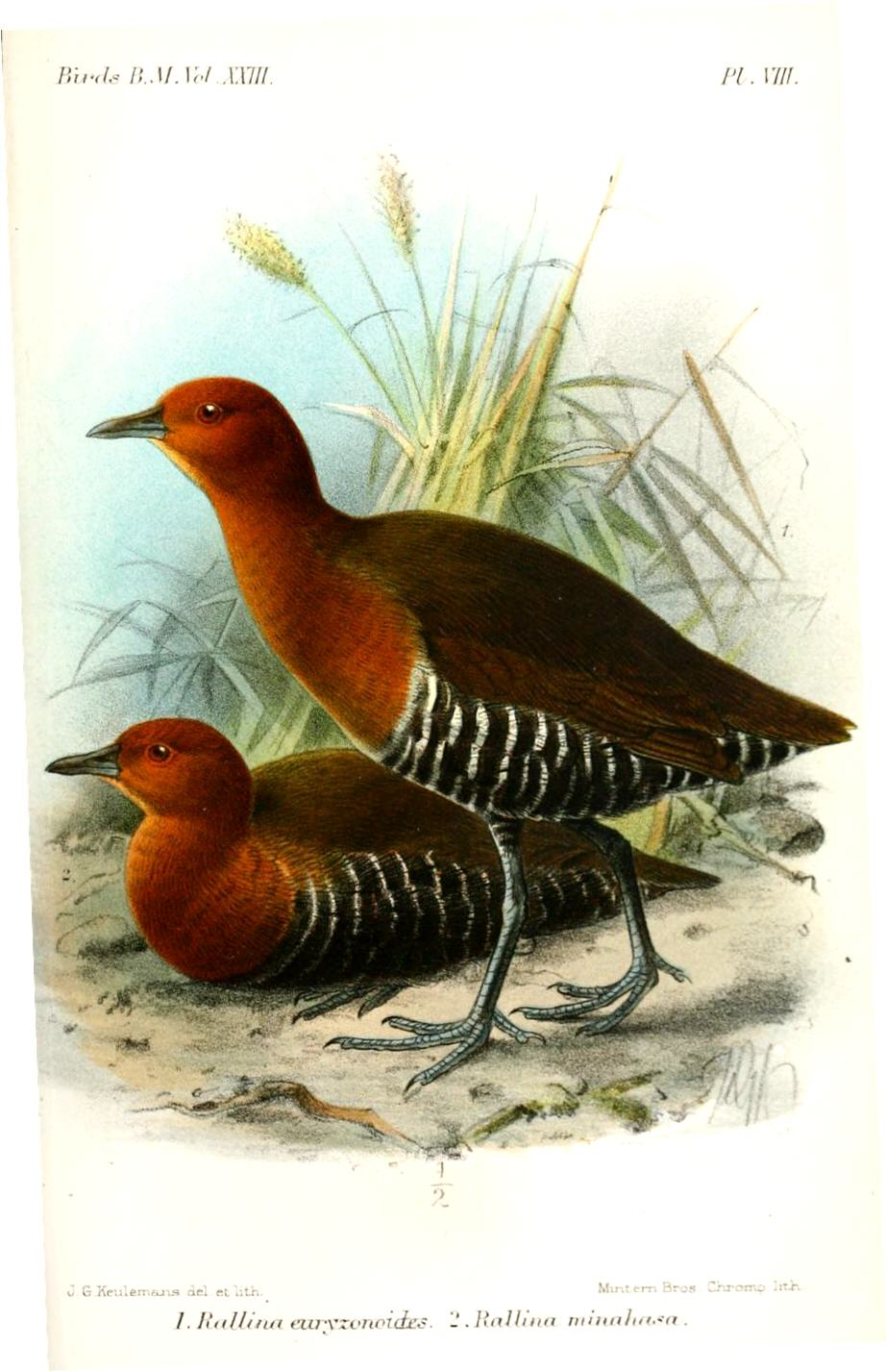

## 行為
灰腳秧雞具有領域性，但相當隱秘，受驚擾時會躲藏在灌木中。牠們用喙在泥濘或淺水中探查，也會靠視覺撿拾食物。牠們在地面或穿越灌木叢和矮樹叢時尋找漿果和昆蟲。牠們在地面或低矮的灌木叢中築巢，通常位於森林小徑和森林溪流附近，產下4至8枚蛋。在南印度喀拉拉邦尼拉姆布爾進行的一項研究顯示，孵卵期約為20天。